# Municipio de Osage (condado de Carroll)
El municipio de Osage (en inglés: Osage Township) es un municipio ubicado en el condado de Carroll en el estado estadounidense de Arkansas. En el año 2010 tenía una población de 418 habitantes y una densidad poblacional de 3,57 personas por km².

## Geografía
El municipio de Osage se encuentra ubicado en las coordenadas 36°9′54″N 93°22′34″O / 36.16500, -93.37611. Según la Oficina del Censo de los Estados Unidos, el municipio tiene una superficie total de 117.11 km², de la cual 117,06 km² corresponden a tierra firme y (0,04 %) 0,05 km² es agua.

## Demografía
Según el censo de 2010, había 418 personas residiendo en el municipio de Osage. La densidad de población era de 3,57 hab./km². De los 418 habitantes, el municipio de Osage estaba compuesto por el 95,22 % blancos, el 2,87 % eran amerindios, el 0,24 % eran de otras razas y el 1,67 % eran de una mezcla de razas. Del total de la población el 3,83 % eran hispanos o latinos de cualquier raza.